# Hope (film, 1913)
Pour les articles homonymes, voir Hope.
Pour plus de détails, voir Fiche technique et Distribution.
Hope est un film muet américain réalisé par Colin Campbell et sorti en 1913.

## Fiche technique
- Réalisation : Colin Campbell
- Scénario : William E. Wing, d'après une histoire de Lanier Bartlett
- Production : William Nicholas Selig
- Date de sortie :
  - États-Unis : 3 novembre 1913

## Distribution
- Bessie Eyton : Hope
- Tom Santschi
- Frank Clark
- Lillian Hayward
- Baby Lillian Wade